# 콜롬나 자치구

콜롬나 자치구(러시아어: Коломна)는 아드미랄테이스키 구에 위치한 자치구이다. 2002년 현재 인구는 약 3만7천여 명이다.